# 브라이트라이트 픽처스
브라이트라이트 픽처스(Brightlight Pictures Inc.)은 캐나다 브리티시컬럼비아주 밴쿠버에 있는 영화 및 TV 드라마 제작사이며, 2001년에 설립되었다. 브라이트라이트 픽처스는 자국과 해외의 영화와 TV 드라마의 제작 및 지원을 위해 세워졌다. 스티븐 헤이스와 숀 윌리엄슨이 프로듀서와 사장으로 있다.
우베 볼 감독의 볼 KG 프로덕션스사와 제작한 작품이 많다.